# الكيميلا ارفينسيس
الكيميلا ارفينسيس او ذنيان جبلي او لوف السباع (Alchemilla arvensis)، ويعرف أيضاً بإسم البقدونس بيرت هو نبات من جنس كمالية يتبع الفصيلة الوردية ناعم مترامي الأطراف شائع في جميع أنحاء العالم.

## الإنتشار
موطنه الأصلي الجزر البريطانية ومعظم أوروبا بما في ذلك بريطانيا شرقاً إلى إيران ومناطق أخرى من العالم.

## الوصف
يبلغ إرتفاع النبات من 2 إلى 20 سم، و أوراقه على شكل مروحة، وقصيرة الساق، ولها 3 فصوص رئيسية ذات أسنان عميقة والزهور دقيقة.
الأوراق قصيرة، الساق على ثلاثة أجزاء مفصصة عند الطرف، الزهور تبدأ من أبريل إلى سبتمبر، الزهرة خضراء صغيرة تحتوي على أربع كأسات ولا تحتوي على بتلات، والثمرة بيضاوية مدببة.

## الإسم
الكلمة اللاتينية التي تعني "كسارة الحجارة، فقد كان من المفترض خطأً أن النبات يمكنه اختراق الحجارة، وكان يُعتقد أن دواءً مصنوعاً من البقدونس يفتت حصوات المثانة والكلى.

## الإستخدام
يتم استخدام النبات في الطب الشعبي والسلطات، وهو حشائش شائعة وواسعة الإنتشار في الأراضي المزروعة.

## معرض الصور

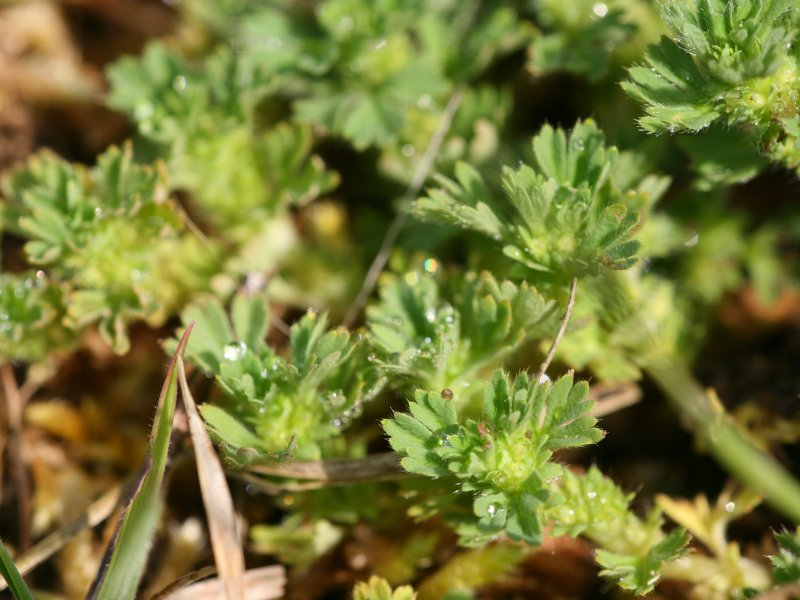
نبات الكيميلا
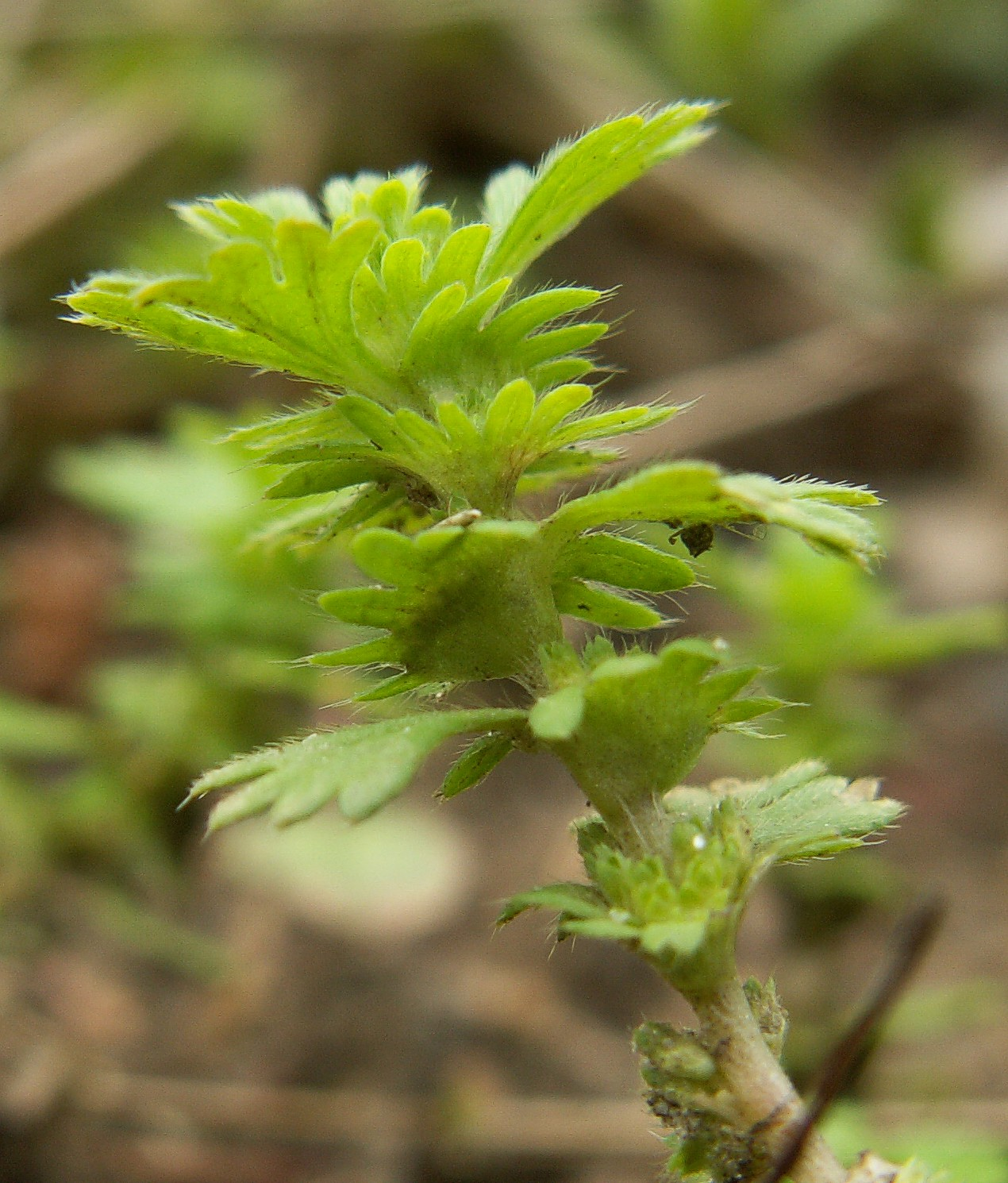
نبات الكمالية